# Teixeira de Pascoaes

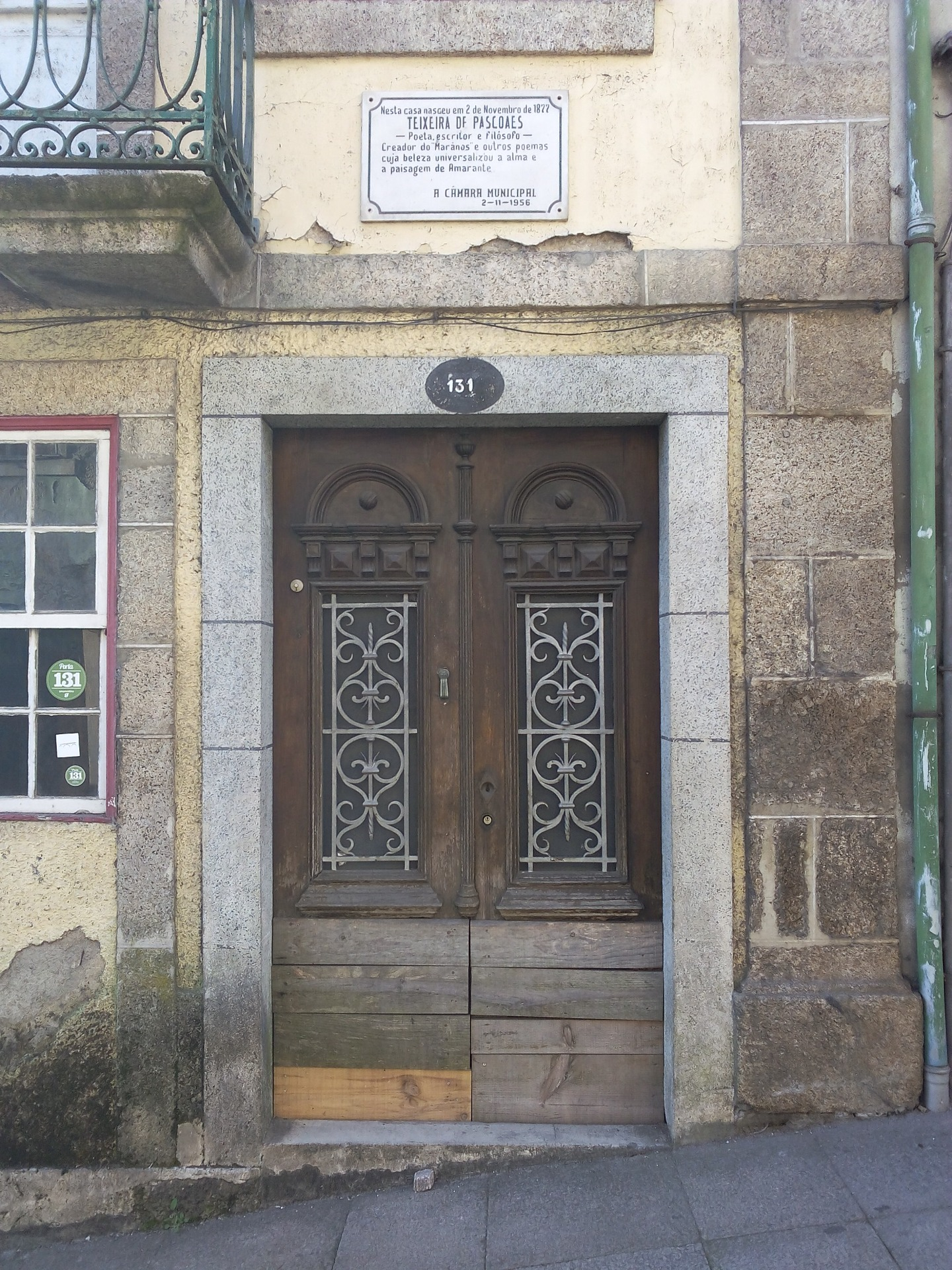
Casa onde nasceu Teixeira de Pascoaes, em Amarante

Teixeira de Pascoaes, pseudónimo literário de Joaquim Pereira Teixeira de Vasconcelos (São Gonçalo, Amarante, 8 de novembro de 1877 — Amarante, Gatão, 14 de dezembro de 1952), foi um poeta, escritor e filósofo português e um dos principais representantes do saudosismo.

## Vida
Teixeira de Pascoaes nasceu a 8 de novembro de 1877 na freguesia de São Gonçalo, em Amarante, sendo o segundo filho (de sete) de João Pereira Teixeira de Vasconcelos, juiz e deputado às Cortes, também natural de Amarante (freguesia de São Gonçalo), e de Carlota Guedes Monteiro, natural de Amarante (freguesia de Gatão). Era oriundo de uma família da aristocracia rural, com raízes em Amarante. Foi uma criança solitária, introvertida e sensível, muito propenso à contemplação nostálgica da Natureza.
Em 1883 iniciou os estudos primários em Amarante e, em 1887, ingressou no Liceu dessa vila. Em 1895 muda-se para Coimbra, onde termina os seus estudos secundários — em Amarante não foi bom aluno, tendo até reprovado em Português — e em 1896 inscreve-se no curso de Direito da Faculdade de Direito da Universidade de Coimbra. Ao contrário da maioria dos seus camaradas, não faz parte da boémia coimbrã, passando o seu tempo, monasticamente, no quarto, a ler, a escrever e a refletir.

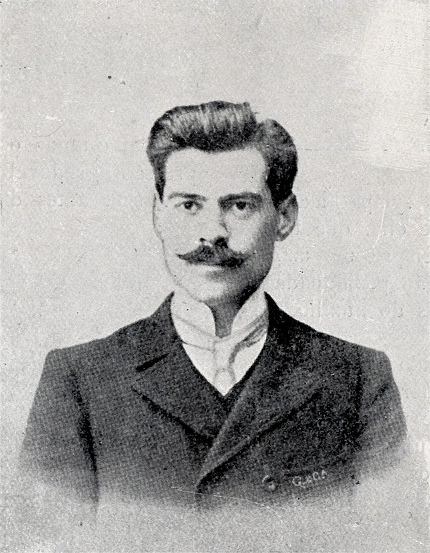
Teixeira de Pascoaes, c. 1911

Licencia-se em 1901 e, renitentemente, estabelece-se como advogado, primeiro em Amarante e, a partir de 1906, no Porto. Em 1911 é nomeado juiz substituto em Amarante, cargo que exerce durante dois anos. Em 1913, com alívio, dá por terminada a sua carreira judicial. Sobre esses penosos anos dirá: "Eu era um Dr. Joaquim na boca de toda a gente. Precisava de honrar o título. Entre o poeta natural e o bacharel à força, ia começar um duelo que durou dez anos, tanto como o cerco de Tróia e a formatura de João de Deus. Vivi dez anos, num escritório, a lidar com almas deste mundo, o mais deste mundo que é possível — eu que nascera para outras convivências." 
Sendo um proprietário abastado, não tinha necessidade de exercer nenhuma profissão para o seu sustento, e passou a residir no solar de família em São João do Gatão, perto de Amarante, com a mãe e outros membros da sua família. Dedicava-se à gestão das propriedades, à incansável contemplação da natureza e da sua amada Serra do Marão, à leitura e sobretudo à escrita. Era um eremita, um místico natural e não raras vezes foi descrito como detentor de poderes sobrenaturais. Trocou correspondência com Bernardo Vaz Lobo Teixeira de Vasconcelos, mais conhecido por Frei Bernardo de Vasconcelos, um jovem monge beneditino que era seu parente e amigo. Nunca se encontraram, mas tinham uma grande admiração e estima um pelo outro. Teixeira de Pascoaes diria, em carta a uma sua irmã, que Frei Bernardo de Vasconcelos foi "o maior e mais perfeito amigo que Deus me concedeu".
Em 1918 deu uma palestra em Barcelona junto com Eugenio d'Ors.
Um ano antes das conferências, em 1917, outro lusófilo apaixonado, Andrés González Blanco, tradutor de poetas como Antero de Quental, Gomes Leal, Eugénio de Castro ou Camões, dedica um extenso artigo a Pascoaes e ao saudosismo na revista Estudio, no qual estabelece um diálogo entre o futurismo de Marinetti e o saudosismo. Apresenta seus fundamentos étnicos, históricos e filológicos, bem como sua presença na literatura e na política e seus vínculos com a Espanha, em um extenso texto por onde circulam os nomes de Francisco Villaespesa (tão próximos do espírito lusitano em livros como Saudades) ou o do próprio Fernando Pessoa, impresso pela primeira vez em Espanha.
Em 1923 visitou a Residencia de Estudiantes e alcançou certa notoriedade entre escritores ligados à Residencia como García Lorca, com quem Pascoaes trocou cartões postais e livros dedicados. A Revista Nós, em que participou, indicou que "temos a Teixeira de Pascoaes como algo nosso, e nas nossas devoções internas muito próximo de Santa Rosalía e  Eduardo Pondal". Sobre a morte do poeta, em 1952, Vicente Risco afirma que "a Galiza o pranteou como se fosse dela e nada mais fez, pois é devida a revelação da saudade, em que se encripta o sentido profundo da nossa intimidade poética".
Pessoa o definiu como "um dos maiores poetas vivos e o maior poeta lírico da Europa de hoje". Ele era um grande amigo do Miguel de Unamuno. Também fez amizade com lusófilos como Eugenio d'Ors, Ignasi de Ribera i Rovira ou Fernando Maristany y Guasch, que traduziram e divulgaram amplamente a sua poesia em Espanha nos anos vinte. A sua obra despertou também o interesse de Juan Ramón Jiménez ou Gómez de la Serna.

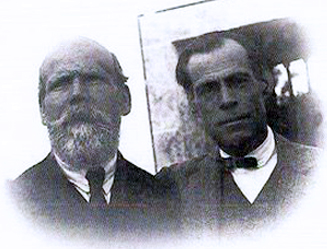
Teixeira de Pascoaes com o seu conterrâneo, o pintor António Carneiro, autor do ex-líbris da Renascença Portuguesa.

Apesar de ser um solitário, Gatão era local de peregrinação de inúmeros intelectuais e artistas, nacionais e estrangeiros, que o iam visitar frequentemente. No final da vida, seria amigo dos poetas Eugénio de Andrade e Mário Cesariny de Vasconcelos. Este último haveria de o eleger como poeta superior a Fernando Pessoa, chegando a ser o organizador da reedição de alguns dos textos de Pascoaes, bem como de uma antologia poética, nos anos 70 e 80.
Pascoaes morreu a 14 de dezembro de 1952, aos 75 anos, em Gatão, de bacilose pulmonar, alguns meses depois da morte da sua mãe. O seu corpo encontra-se num jazigo no cemitério em frente à Igreja de São João Baptista de Gatão. A campa é rasa e tem inscritos versos que o autor propositadamente escreveu para ali figurarem: "Apagado de tanta luz que deu / Frio de tanto calor que derramou".
Uma rua leva o nome dele na Corunha, Galícia, Espanha.

## Obra
Com António Sérgio e Raul Proença foi um dos líderes do chamado movimento da "Renascença Portuguesa" e lançou em 1910 no Porto, juntamente com Leonardo Coimbra e Jaime Cortesão, a revista A Águia, principal órgão do movimento. Também se encontra colaboração da sua autoria nas revistas Serões (1901-1911), Atlântida (1915-1920), Contemporânea  [1915]-1926, Revista de turismo  iniciada em 1916, Conímbriga  de 1923 e na 1ª série da revista Panorama   (1941-1949).

## Pensamento
Teixeira de Pascoaes foi o principal pensador do Saudosismo e um dos mais importantes pensadores contemporâneos da Saudade e da Portugalidade, sobretudo durante a década de 1910 e através de obras como A Arte de Ser Português (1915) e Os Poetas Lusíadas (1919). Além disso, a sua poesia e as suas prosas revelam uma constante preocupação filosófica, configurando um «pensamento poético» que faz de Pascoaes «estruturalmente um poeta-filósofo» e um dos autores mais revisitados e interpretados pelos filósofos portugueses contemporâneos, particularmente pelo Grupo da Filosofia Portuguesa e por filósofos da espiritualidade, como Paulo Borges.

A Saudade é para Pascoaes a condição ontológica universal de todo o Ser e da existência, tanto no ser humano, como na natureza, como no próprio Deus, numa cosmogonia panteísta em que Deus vive na natureza e no ser humano para resgatar a queda — que é, no pensamento pascoalino, inerente ao próprio divino — através de uma redenção que advém pela dor e pelo desejo da Unidade aparentemente perdida e saudosamente procurada.

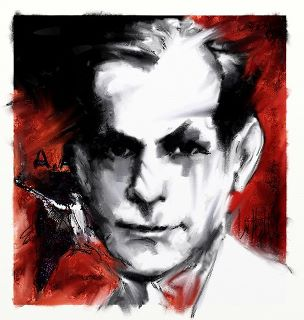
Teixeira de Pascoaes por Bottelho

### Poesia
- 1895 - Embriões
- 1896 - Belo 1ª parte
- 1897 - Belo 2ª parte
- 1898 - À Minha Alma e Sempre
- 1899 - Profecia (colaboração com Afonso Lopes Vieira)
- 1901 - À Ventura (eBook)
- 1903 - Jesús e Pan
- 1904 - Para a Luz
- 1906 - Vida Etérea
- 1907 - As Sombras
- 1909 - Senhora da Noite
- 1911 - Marânus   (wikisource)
- 1912 - Regresso ao Paraíso

Elegias (eBook)
- 1913 - O Doido e a Morte (eBook)
- 1920 - Elegia da Solidão (eBook)
- 1921 - Cantos Indecisos
- 1924 - A Elegia do Amor

O Pobre Tolo
- 1925 - D. Carlos

Cânticos
Sonetos
- 1949 - Versos Pobres

### Prosa
- 1915 - A Arte de Ser Português
- 1916 - A Beira Num Relâmpago
- 1919 - Os Poetas Lusíadas (conjunto de conferências proferidas na Catalunha)
- 1921 - O Bailado
- 1923 - A Nossa Fome
- 1928 - Livro de memórias (autobiografia)
- 1934 - São Paulo (biografia romanceada)
- 1936 - São Jerónimo e a trovoada (biografia romanceada)
- 1937 - O Homem Universal
- 1940 - Napoleão (biografia romanceada)
- 1942 - O Penitente (Camilo Castelo Branco) (biografia romanceada)

Duplo passeio
- 1945 - Santo Agostinho (biografia romanceada)
- 1951 - Dois Jornalistas (Novela)

### Conferências
- 1919 - Os Poetas Lusíadas (conjunto de conferências proferidas na Catalunha)
- 1922 - Conferência

A Caridade (conferência)
- 1950 - Duas Conferências em Defesa da Paz
- 1951 - João Lúcio (conferência, não professada mas publicada posteriormente, sobre o poeta olhanense)

### Teatro
- 1926 - Jesus Cristo em Lisboa (colaboração com Raul Brandão)

### Reconhecimento
- 1923 - [17]A 12 de Abril de 1923, Pascoaes e Raul Brandão são eleitos para a Academia de Ciências de Lisboa. Júlio Dantas, David Lopes e Henrique Lopes de Mendonça (relator) assinam o parecer onde se afirma que «Pascoaes é da raça excelsa de poetas que têm como remotos antepassados Hesíodo e Lucrécio, e cuja suprema representação, nas auroras do romantismo, é porventura Shelley.»
- 1942 - [18]O poeta do saudosismo foi nomeado para o Nobel da Literatura em 1942, 1943, 1944, 1947 e 1948, sempre por João António de Mascarenhas Júdice, visconde de Lagoa e membro da Academia Portuguesa na secção de Humanidades. O arquivo do comité Nobel não revela as obras em causa.